# St. Catharinen (Westensee)

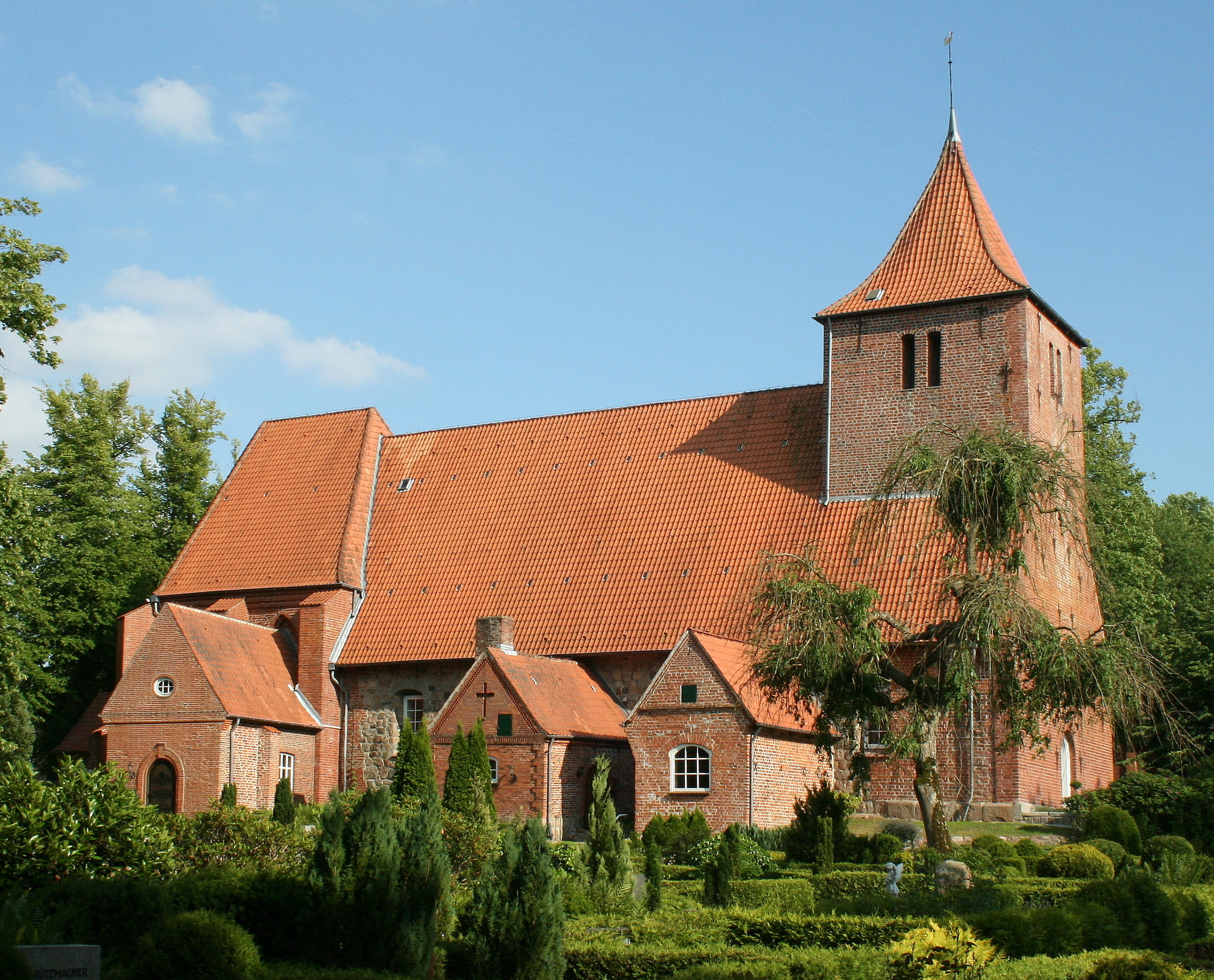
Die Catharinenkirche von Norden mit (von rechts) der Ahlefeldtschen, der Bosseer und von Bülowische Kapelle; letztere ist heute Sakristei.

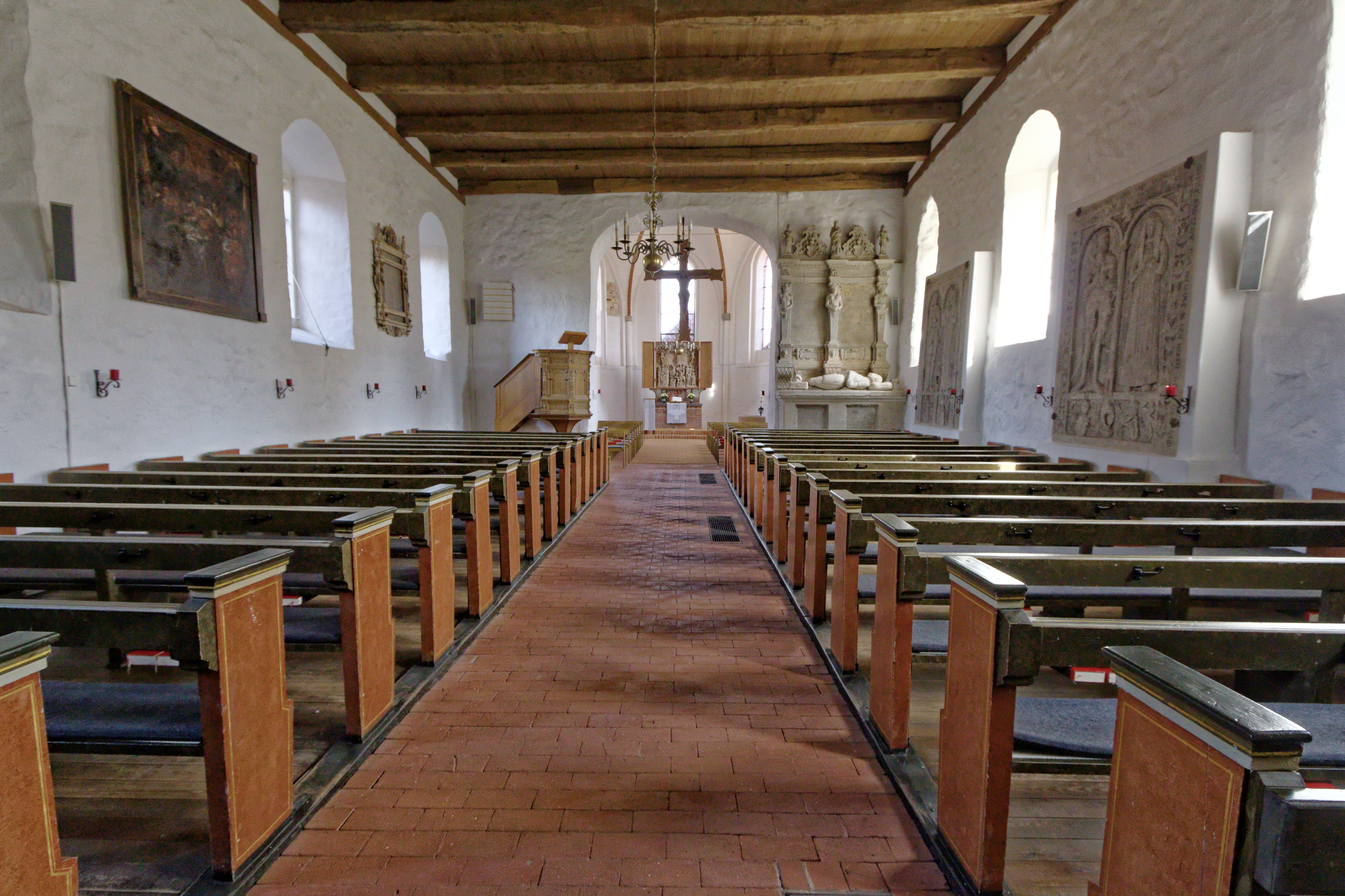
Blick zum Altar (2015)

Die St. Catharinen-Kirche ist die Pfarrkirche der evangelisch-lutherischen Kirchengemeinde in Westensee. Sie trägt das Patrozinium der Katharina von Alexandrien. Die Feldsteinkirche aus der ersten Hälfte des 13. Jahrhunderts hat einen etwas jüngeren, gotischen Chor und einen massiven Westturm aus Backstein. An der Nord- und Ostseite sind Grabkapellen der ansässigen Adligen angebaut. Im Inneren befindet sich mit dem Epitaph des Daniel von Rantzau das älteste Renaissancekunstwerk in Schleswig-Holstein.

## Geschichte
Die Kirche stammt aus der Zeit der Besiedlung des Landes nach der Schlacht bei Bornhöved (1227). Sie wurde erstmals 1253 als Filiale des Klosters Neumünster erwähnt. Die aus Feldsteinen errichtetem Kirche aus dem 13. Jahrhundert ähnelte in ihrem Aussehen ursprünglich gleichzeitigen Feldsteinkirchen, wie sie sich etwa Ratekau und Flemhude befinden. Im Osten befand sich eine Apsis, deren Fundamente bei der Renovierung in den 1970er Jahren gefunden wurden, und im Westen möglicherweise ein Rundturm wie bei den Vicelinkirchen. Die Kirche betrat man durch zwei Eingänge im Norden (Frauentür) und Süden (Männertür). Die heute zugemauerten Türen sind noch zu erkennen.
Nach 1300 wurde die kleine Apsis durch einen das Kirchenschiff überragenden zweijochigen gotischen Backsteinchor ersetzt. In der Form ist der fünfeckige Chor möglicherweise dem der Kirche des Klosters Cismar nachempfunden. Diesem verkaufte der Ritter von Westensee, der Patron der Westenseer Kirche, 1322 Grömitz. Ähnlichkeiten bestehen auch zum wohl etwas jüngeren Chor der Klosterkirche von Bordesholm. Da die westlichen Pfeiler des Chores nicht direkt an die Ostwand der alten Feldsteinkirche anschließen, lässt sich vermuten, dass möglicherweise beabsichtigt war, die ganze Kirche durch einen gotischen Neubau zu ersetzen. Stattdessen wurde das Kirchenschiff um 1505 mit behauenen Granitsteinen nach Westen erweitert und der Westturm angefügt. Zu dieser Zeit war die der heiligen Katharina von Alexandrien geweihte Kirche eine Wallfahrtskirche mit vier Vikarien neben dem Ortspriester und einem Jahrmarkt am Catharinentag, dem 25. November.
Obwohl der damalige Kirchenpatron Jürgen von Ahlefeldt vom Gut Westensee ein enger Verwandter des letzten katholischen Bischofs Gottschalk von Ahlefeldt war, wurde die Reformation in Westensee verhältnismäßig früh eingeführt. Der erste evangelische Pastor war 1529–1539 Johann von Wehrden, der frühere Hauslehrer der Kinder des Herzogs Friedrich.

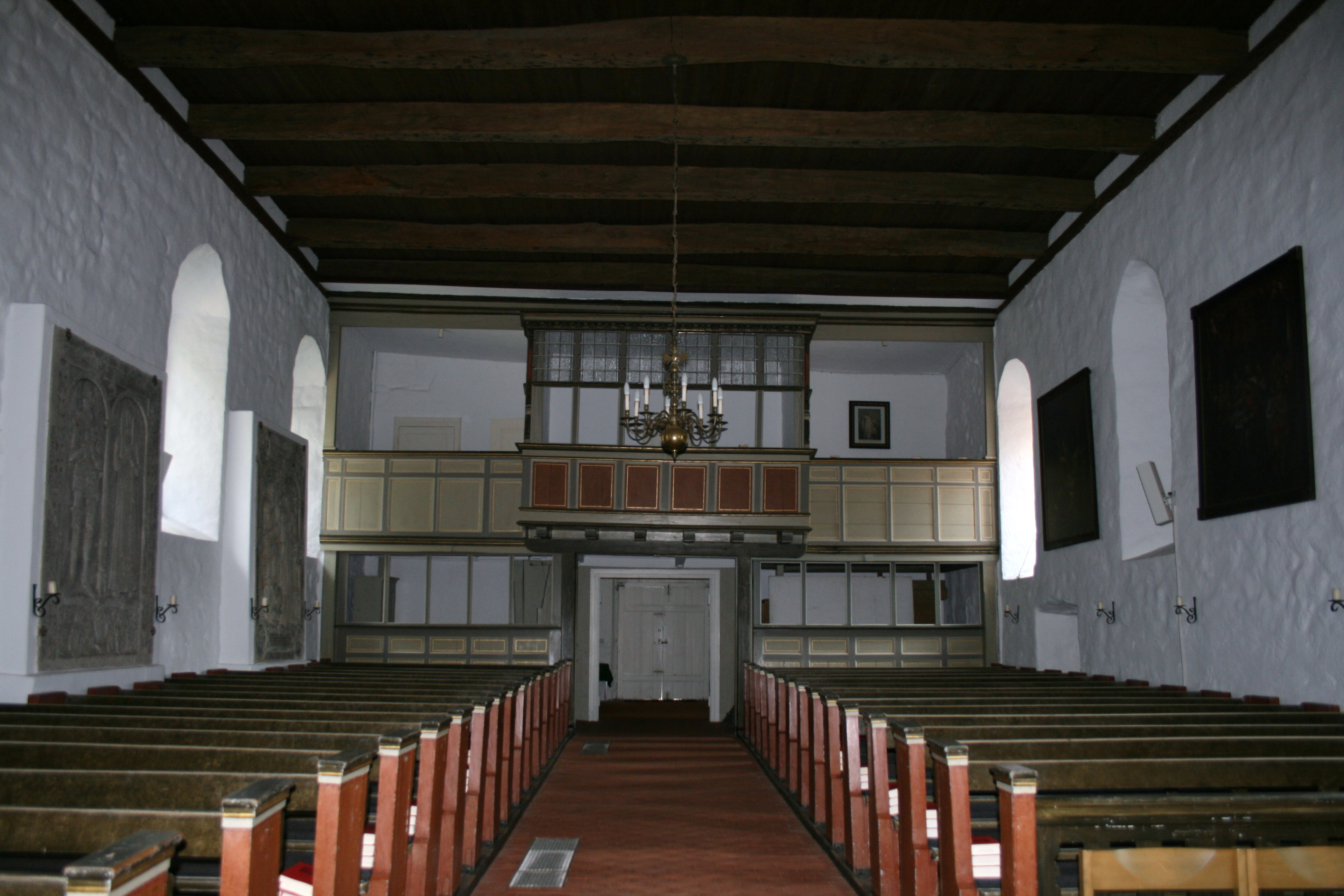
Patronatslogen über dem Westeingang

Ab der zweiten Hälfte des 17. Jahrhunderts ließen sich die Gutsherren der Güter Bossee, Westensee, Deutsch-Nienhof, Emkendorf, Schierensee, Pohlsee und Klein Nordsee Logen im Chor der Kirche errichten. Die adligen Gutsbesitzer wurden auch in der Kirche beigesetzt, zuletzt Julia von Reventlow.
Der Dreißigjährige Krieg führte zu großen Bevölkerungsverlusten in allen Kirchspieldörfern. Einige Dörfer fielen ganz wüst. Kaiserliche Truppen verwüsteten 1627/28 die Kirche und raubten das Kirchensilber. Die Kirchenbücher gingen verloren. Einige Jahre später stahlen schwedische Truppen 1645 alle beweglichen Kunstgegenstände, darunter das Taufbecken aus Bronze, das alter Tradition entsprechend im Turmraum aufgestellt war. Die 1503 von den Rantzaus auf Deutsch-Nienhof gestiftete und 1631 reparierte erste Orgel wurde zerstört. Margaretha Rantzau stiftete 1648 einen bemalten hölzernen Taufständer mit einer Taufschale aus Messing, der jedoch nicht mehr vorhanden ist. Die Altarleuchter konnten zurückgekauft werden. Die Schäden am Bau, vor allem Risse im Chorgewölbe, konnten erst Ende des Jahrhunderts behoben, weil die verarmte Bevölkerung die Kosten nicht aufbringen konnte. Pastor ab 1629 war Jacob Schröder, der 1653 ein neues Kirchenrechnungsbuch anlegte und darin auch aufführte, was während des Krieges zerstört und geraubt worden war. Ihm folgte um 1656 sein gleichnamiger Sohn. Der Enkel, der wiederum Jacob Schröder hieß, war beim Tod des Vaters 1682 noch nicht mit dem Studium fertig, weshalb die Gemeinde ihm die Stelle bis 1686 freihielt und solange der Mutter die Pastoratseinkünfte überließ. Jacob Schröder III. starb 1704.

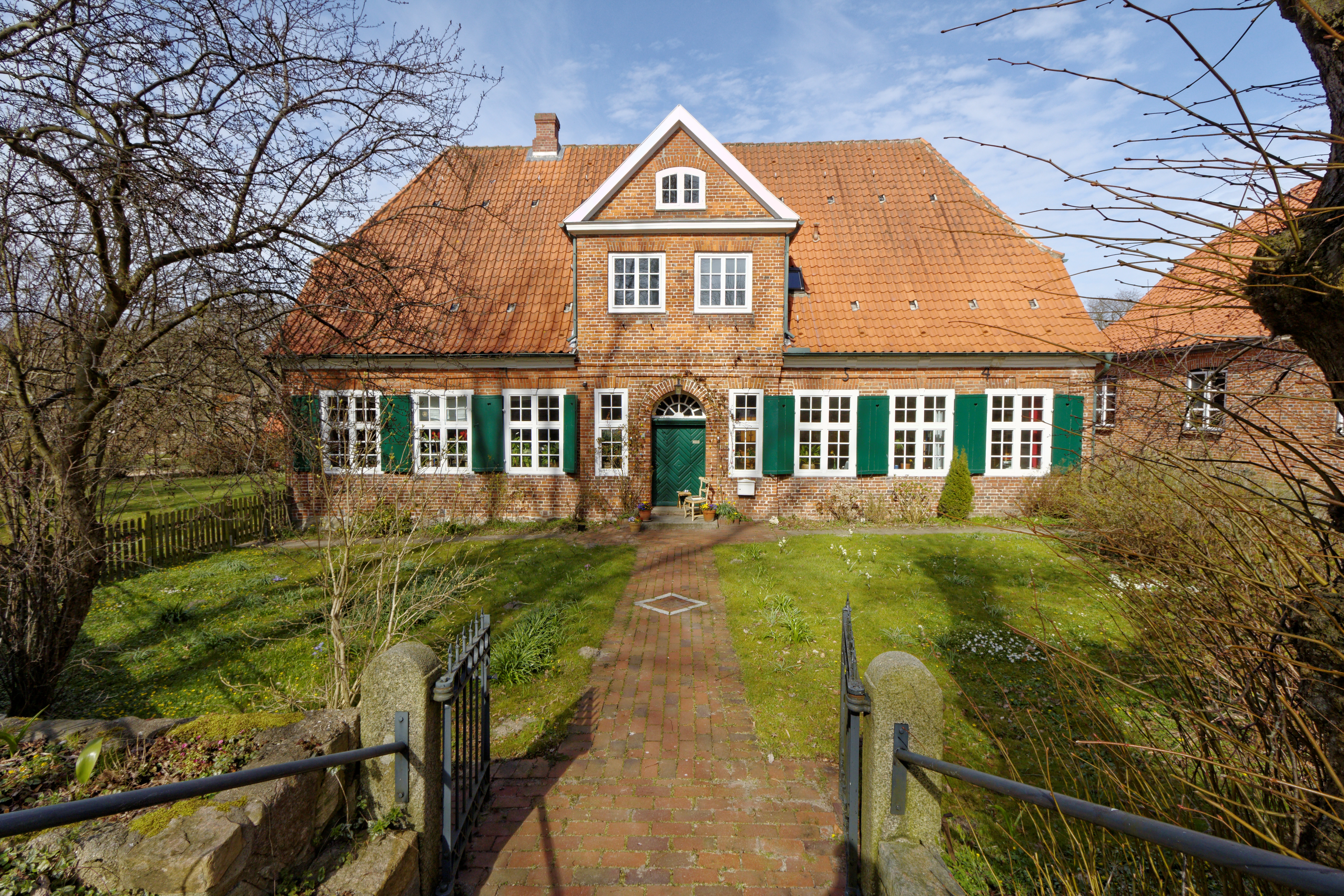
Pastorat

1753 fiel das Pastorat mit allen Kirchenbüchern und Dokumenten einer Brandstiftung zum Opfer. Das alte Kirchenbuch von 1653 und andere Dokumente blieben nur ausschnittsweise als Abschriften in den Gutsarchiven von Deutsch-Nienhof und Bossee erhalten. Im 1754 von Sonnin errichteten neuen Pastorat war Matthias Claudius 1813 auf der Flucht vor den Franzosen zu Gast.
Die Kirche wurde in dieser Zeit stark vernachlässigt. Schwere Orkane um die Jahreswende 1717/18 hatten Schäden verursacht, die in den folgenden Jahrzehnten nur notdürftig repariert worden waren. Um 1770 wurde sogar überlegt, die Kirche durch einen Neubau zu ersetzen, was aber aus Geldmangel unterblieb. Um wenigstens mehr Platz für die Gottesdienstbesucher zu schaffen, wurde das monumentale Kenotaph des Daniel Rantzau 1771 abgerissen, der Baldachin als Feuerholz verwendet und die beschädigte Liegefigur in die Familiengruft unter dem Epitaph verbracht. Die Baufälligkeit schritt indes fort. Erst 1819 wurde der Chor durch Stützpfeiler von außen und Balken von innen stabilisiert. Gleichzeitig erweiterte man die schmalen Fenster im Kirchenschiff und ersetzte die mit den Wappen der Gutsherren bemalten Scheiben der Chorfenster durch schlichtes Glas, wodurch der zuvor sehr düstere Kirchenraum etwas erhellt wurde. Auch der Chorbogen wurde erweitert, um der Gemeinde bessere Sicht auf den Altar zu ermöglichen.
1918 erhielt die Liegefigur des Daniel Rantzau einen neuen Platz vor dem Epitaph. Gleichzeitig wurden drei frühneuzeitliche Grabplatten an der Südwand befestigt. In den 1930er Jahren wurde aus den zwischenzeitlich in eine Empore integrierten Überresten der Renaissancekanzel ein Kanzelkorb rekonstruiert. Bei der Renovierung ab 1954 wurden zwei im Zuge des Anbaus der Grabkapellen zugemauerte Fenster im Chor wieder geöffnet und auch die übrigen Fenster erneuert. Die Gutslogen an der Südseite des Chores wurden entfernt, wobei Teile in Adelsgestühle zum Eingang des Kirchenschiffs verlegt wurden. Der Barockaltar wurde entfernt und der frühneuzeitliche Schnitzaltar wieder aufgestellt.
In den 1970er Jahren machten Mauerrisse im Chor eine grundlegende Renovierung notwendig. Die im 19. Jahrhundert errichteten, ursprünglich hohlen und mit Gebeinen gefüllten Stützpfeiler wurden durch mit Ziegel umkleidete Stahlbetonpfeiler ersetzt. Die Kirche erhielt einen neuen, leichten Dachstuhl. Die ursprüngliche Balkendecke im Kirchenschiff wurde unter einer Putzschicht freigelegt und am Dachstuhl aufgehängt, um die Seitenwände etwas zu entlasten. Im Chor wurden neue Zuganker zur Bausicherung eingezogen. Zudem wurde die bisherige Orgel durch eine neue Schwalbennestorgel ersetzt, die restlichen Logen entfernt und die Kanzel an ihren heutigen Platz links vom Chorbogen versetzt. Auch die Emporen im Kirchenschiff wurden entfernt, die Seitentür, die bisher vom Süden direkt in den Chor geführt hatte, wurde zugemauert und der Eingangsbereich durch den Westturm neu gestaltet. Die Särge aus den meisten Grabkapellen wurden auf den Friedhof umgebettet.
2024/25 wurde die Kirche renoviert.

## Ausstattung

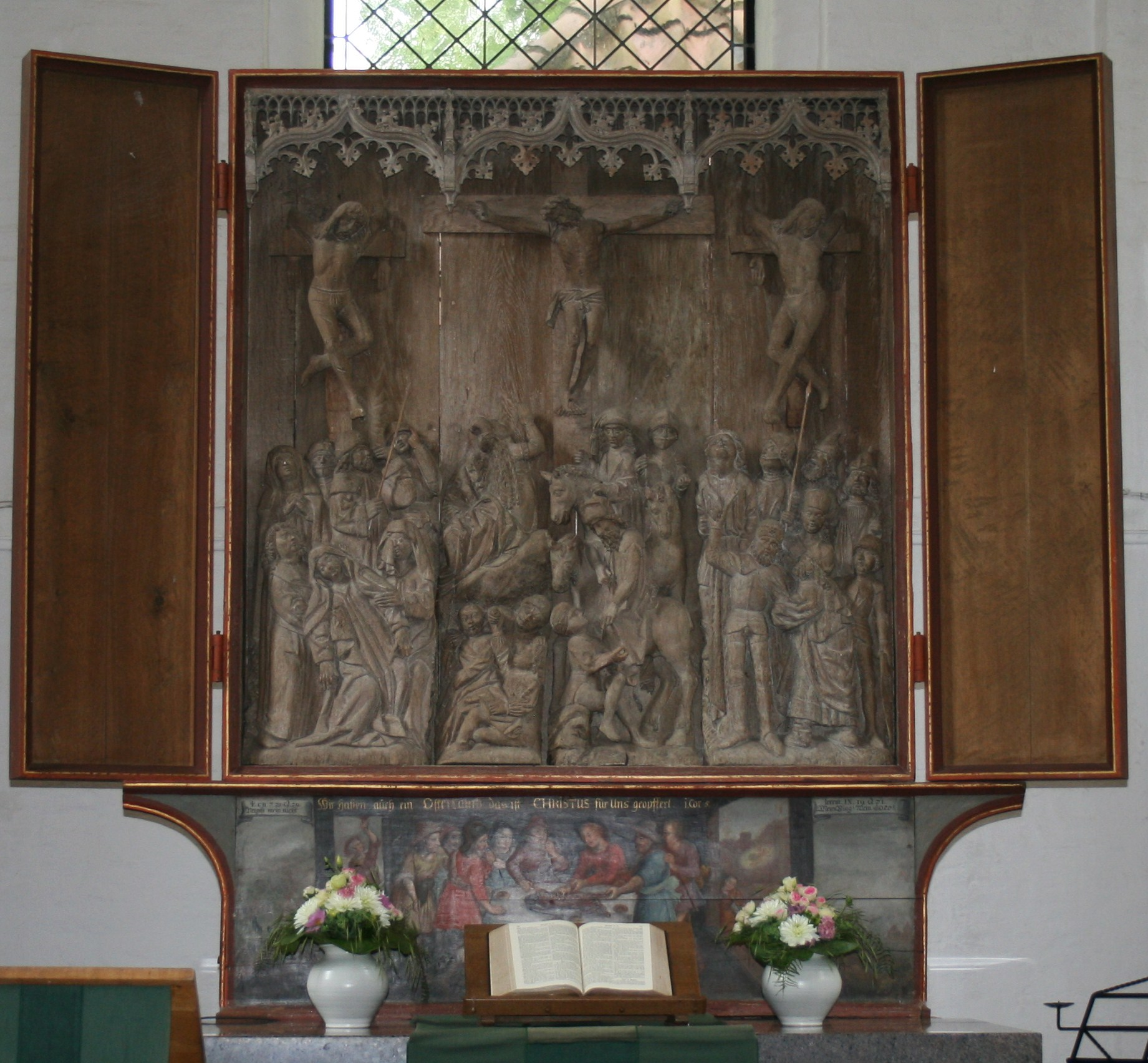
Altar

Vor der Reformation soll die Kirche fünf Altäre besessen haben. Davon existiert nur noch die Figurengruppe aus dem Mittelschrein eines spätgotischen Flügelaltars. Die Schnitzarbeiten dieser in Eichenholz hergestellten Kreuzigungsdarstellung waren ursprünglich farbig gefasst und vergoldet und standen vor einem vergoldeten Hintergrund. Laut einer Aufschrift auf der Rückseite wurde die Bemalung 1910 erneuert, bevor der Schrein zunächst im Kirchenschiff nördlich vom Chorbogen aufgehängt wurde. Die Bemalung wurden 1956 entfernt. Reste der in den ursprünglichen Seitenflügel aufgestellten Figuren gelangten ins Thaulow-Museum. Die jetzigen leeren und deutlich zu schmalen Flügel wurden 1958 ergänzt, als das Retabel, das lange an der Seitenwand des Chores neben dem Barockaltargehangen hatte, wieder auf den Altar gestellt wurde. Die ebenfalls spätmittelalterliche Predella wurde im 18. Jahrhundert mit einer Abbildung des Passahmahls bemalt und in den Barockaltar integriert. Der aus Backstein im Klosterformat gemauerte Altartisch hat an den Seiten zwei Hohlräume, die in vorreformatorischer Zeit wohl zur Aufnahme von Reliquien dienten.
Der schlichte, halbkugelförmige Taufstein aus Granit stammt vermutlich aus der Erbauungszeit der Kirche. Er stand lange als Blumenkübel im Park von Gut Emkendorf. Außerdem befindet sich im Chor ein fünfsitziges Chorgestühl aus dem 15. Jahrhundert vor einer Nische mit spätgotischer Rankenwerk-Ausmalung.
Im Chorbogen hängt ein Triumphkreuz mit spätgotischem Corpus. Nach der Renovierung zu Beginn des 19. Jahrhunderts lagerte es bis 1918 auf dem Dachboden, ehe es an einem neuen Holzkreuz befestigt wieder in die Kirche kam. Die gleichzeitig entfernten Assistenzfiguren wurden dem Thaulow-Museum überlassen und befinden sich jetzt im Magazin des  Landesmuseums für Kunst und Kulturgeschichte auf Schloss Gottorf.
Die Kanzel im Renaissance-Stil wird auf etwa 1570 datiert und von Richard Haupt einer holländischen Werkstatt zugeschrieben. Die erhaltenen drei Seitenteile mit Hermenpilastern an den Ecken und geschnitzten Blattmasken ähneln dem Rantzaugestühl in der Marienkirche in Waabs, das Ciriacus Dirkes, dem Begründer der Eckernförder Bildschnitzerschule, zugeschrieben wird. Weder die Füllung der Seitenelementen, eventuell wie in Waabs mit Reliefs, noch die ursprüngliche Bemalung ist erhalten. Die weiße Lackierung aus dem 19. Jahrhundert wurde vor 1908 abgebeizt. Nach mehreren Platzwechseln und Umgestaltungen in den vergangenen Jahrhunderten wurden die nunmehr holzsichtigen verbliebenen Originalteile der Renaissancekanzel 1978 mit einem neuen Ständer und einer neuen Treppe in der Nordostecke des Kirchenschiffs aufgestellt.
An der Nordwand des Kirchenschiffs hängen ein Holzepitaph des 1579 mit seiner Frau und zwei Töchtern an der Pest verstorbenen Pastors Balthasar Oldeneiken, sowie zwei Bilder, die nacheinander Altarbilder des 1954 durch den Schnitzaltaraufsatz ersetzten Barockretabels waren: eine Abendmahlsdarstellung aus dem 18. Jahrhundert und eine Kopie der Beweinung Christi von Jürgen Ovens, deren Original sich in der St.-Christophorus-Kirche in Friedrichstadt befindet, durch Julius Fürst von 1911. Die Bekrönung des Barockaltars, eine Darstellung der Trinität als Auge im von Strahlen umgebenen Dreieck, wurde 1977 an der Decke des Turmraumes aufgehängt.

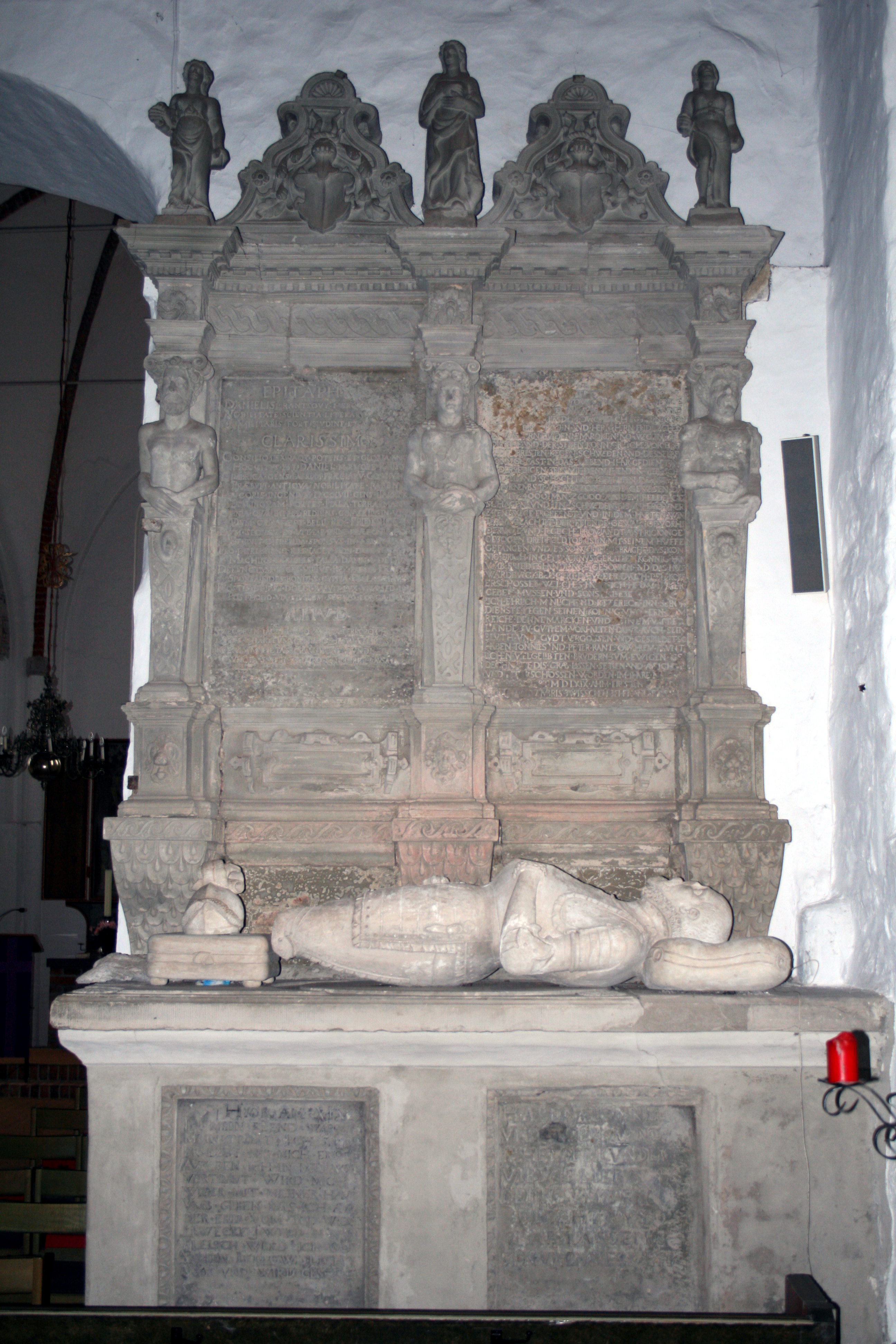
Epitaph von Daniel Rantzau

Das größte Grabmal im Kirchenschiff ist das des dänischen Feldherrn Daniel Rantzau südlich des Chorbogens. Ursprünglich bestand es aus einem Epitaph und einem von einem Baldachin beschirmten freistehenden Kenotaph mit einer Liegefigur. Das Epitaph ist das älteste Renaissancekunstwerk in Schleswig-Holstein, das sich noch in situ befindet. Das 1645 von den Schweden beschädigte Kenotaph und der hölzerne Baldachin wurden 1771 demontiert. Die Erlaubnis dazu erteilte die dänische Regierung unter Struensee. Über das Material von Kenotaph und Baldachin entbrannte ein Streit zwischen den Gutsherren von Deutsch-Nienhof und Emkendorf. Die Liegefigur, die in die Rantzau-Gruft unter dem Epitaph geworfen wurde, wurde nach der Wiederauffindung 1918 auf einem neuen Unterbau mit einem Grabstein von 1840 als Deckplatte direkt vor dem Epitaph aufgestellt.
Außerdem sind drei Grabplatten von adligen Gutsbesitzerpaaren aus dem 16. Jahrhundert erhalten und an der Südwand des Kirchenschiffs angebracht: von Daniel Rantzaus Eltern, Godske und Margaretha Rantzau (beide † 1564) von Gut Deutsch-Nienhof, und seinen Großeltern, Tonnies († 1533) und Drude Rantzau († 1540) von Gut Bossee, sowie von Jürgen († 1583) und Lucia von Ahlefeldt († um 1590) von Gut Westensee, die jedoch in Stellau beigesetzt sind. Die beiden Rantzau-Grabplatten lagen ursprünglich über der Rantzau-Gruft vor Daniel Rantzaus Epitaph. Die Ahlefeldt-Grabplatte wurde 1918 beim Neubau der Orgel unter der alten Empore entdeckt. Bei ihr sind Reste der ursprünglichen Bemalung erhalten. Die fehlenden Sterbedaten zeigen, dass sie nicht benutzt wurde.
An der Westwand befinden sich fünf Logen der fünf Güter Westensee, Bossee, Schierensee, Emkendorf und Deutsch-Nienhof.

## Orgel
Die Neuthor-Orgel von 1979, eine Schwalbennestorgel, befindet sich an der Nordseite des Chores. Es ist die fünfte Orgel der Kirche: Die erste Orgel wurde 1503 gestiftet und 1629/1645 zerstört. Sie befand sich wohl schon an der Stelle der heutigen Orgel. 1666 wurde ein neues Instrument auf einer Empore erbaut. Diese wurde um 1770 von Johann Daniel Busch instand gesetzt. Ende des 19. Jahrhunderts war sie nicht mehr spielbar, wurde aber erst nach der Abgabe der Prospektpfeifen für die Metallspende im 1. Weltkriege im Frühjahr 1918 durch eine Marcussen-Orgel ersetzt. Diese von Oscar Troplowitz, dem damaligen Besitzer von Gut Westensee, mitfinanzierte Orgel erwies sich schon bald als mangelhaft. 1963 setzte die Firma Marcussen ein aus einer anderen Kirche ausgebautes Werk in das Gehäuse ein. 1976 mussten Orgel und Empore den zur Stabilisierung des einsturzgefährdeten Chors eingezogenen Zugankern weichen. Die Disposition der heutigen Neuthor-Orgel, ein Werk mit 18 Registern auf zwei Manualen und Pedal, lautet:
| I Hauptwerk C– |               |       |
| 1.             | Prinzipal     | 8′    |
| 2.             | Koppelflöte   | 8′    |
| 3.             | Oktave        | 4′    |
| 4.             | Flöte         | 4′    |
| 5.             | Quinte        | 2 ⁄3′ |
| 6.             | Gemshorn      | 2′    |
| 7.             | Mixtur III–IV |       |
| 8.             | Trompete      | 8′    |

| II Schwellwerk C– |                  |    |
| 9.                | Gedeckt          | 8′ |
| 10.               | Rohrflöte        | 4′ |
| 11.               | Prinzipal        | 2′ |
| 12.               | Sesquialter II   |    |
| 13.               | Scharfzimbel III |    |
| 14.               | Oboe             | 8′ |
|                   | Tremolo          |    |

| Pedal C– |             |     |
| 15.      | Subbass     | 16′ |
| 16.      | Gedacktbass | 8′  |
| 17.      | Choralbass  | 4′  |
| 18.      | Fagott      | 16′ |

- Koppeln: II/I, I/P, II/P
- Traktur: Schleifladen, vollmechanisch

## Glocken
Die Kirche besitzt zwei Glocken, die von Hand geläutet werden, eine 1950 gegossene und etwa 1600 kg schwere Eisenhartgussglocke von Schilling & Lautermann mit dem Schlagton d' und eine kleinere Bronzeglocke aus dem 16. Jahrhundert mit Schlagton fis'.

## Grabkapellen
1691 ließ Bendix von Ahlefeldt, der damalige Besitzer von Gut Deutsch-Nienhof, anlässlich des Todes seiner Frau Elisabeth Hedwig von Thienen (1629–1691) die erste von sechs Grabkapellen anbauen. Auch er selbst († 1701), sein Sohn Hans Heinrich und dessen 1705 verstorbene erst Ehefrau Dorothea von Ahlefeldt sowie vier weitere, nicht namentlich bekannte Familienmitglieder wurden dort beigesetzt. Diese, nach dem späteren Hauptwohnsitz der Familie Seestermüller Kapelle genannt, befindet sich im Nordwesten den Kirchenschiffs.
Bis 1851 errichteten auch die Besitzer der anderen Güter Begräbniskapellen entlang der Nord- und Ostseite der Kirche. Die jüngste Kapelle ist die der Familie Reventlow-Criminil von Gut Emkendorf an der Südostseite des Chores, in der als letztes Familienmitglied 1953 Diana von Reventlow-Criminil, die sogenannte Halliggräfin von Südfall, beigesetzt wurde. Auch die heutige Sakristei, die schon im Mittelalter als sogenannte Garwekammer der Aufbewahrung der Messgewänder und des Altarsilbers diente, wurde 1702 zur Familiengruft umgewidmet. Nach mehreren Besitzerwechseln gehörte sie seit dem 19. Jahrhundert der Familie Bülow von Gut Bossee, deren Wappen die Tür ziert. Da die Kapellen oft nach einigen Generationen nicht mehr von den Nachkommen der dort Beigesetzten gepflegt wurden, befanden sie sich teilweise in sehr schlechtem Zustand. In der Mitte des 20. Jahrhunderts wurden daher die Särge aus mehreren Kapellen auf den die Kirche umgebenden Friedhof umgebetten und die Kapellen als Sakristei, Heizungsraum bzw. Abstellkammer genutzt.

## Gemeinde und Pastoren
Bereits vor der Reformation war der Besitzer des Guts Bossee als Nachfolger des Mitte des 14. Jahrhunderts ausgestorbenen Geschlechts der Westenseer Ritter Patron der Kirche. Um 1500 wurden die Güter Deutsch-Nienhof und Westensee von Bossee abgetrennt. Das führte zum Streit darüber, welcher Gutsherr über die Finanzen der Kirche zu bestimmen hatte und wem das Recht der Präsentation der Kandidaten bei Pfarrstellenbesetzungen zustand. Bei der eigentlichen Pastorenwahl hatte jeder Gutsherr so viele Stimmen, wie ihm Pflüge unterstanden. Die Bauern selbst besaßen kein Wahlrecht. Als 1580 der Nachfolger für Pastor Oldeneicken zu wählen war, ernannten sowohl Lucia von Ahlefeldt auf Gut Westensee als auch Tönnies von Deutsch-Nienhof, der Bruder von Daniel von Rantzau, jeweils einen neuen Prediger, die eine Zeitlang abwechselnd in der Kirche predigten, bis einer der beiden starb. Dem verbliebenen Pastor Matthias Sellmer wurde sein Unterhalt von einigen Gutsherren vorenthalten.
Erst ab 1724 regelte ein aus allen Gutsbesitzern bestehender Konvent gemeinsam die Belange der Gemeinde. Trotzdem kam es 1757 erneut zu einer Doppelwahl. Elf Prediger, darunter Nicolaus Oest, hatten ihre Bewerbungsschreiben eingereicht. Der Kandidat Franz Leonhard Kramer wurde besonders von der Gutsherrin von Westensee protegiert, während die Gutsherrin von Klein-Nordsee dem Hauslehrer ihrer Kinder die gute Stelle verschaffen wollte. Nachdem Kramer von der Mehrheit gewählt worden war, ließ die Gutsherrin von Klein-Nordsee ihren Hauslehrer in der Hauskapelle auf ihrem Gut predigen. Erst bei der nächsten Pastorenwahl 1787 durften auch die Hufenbesitzer direkt wählen, allerdings hatten die Gutsbesitzer jeweils zwei Stimmen für sich und je eine für die eingezogenen wüsten Hufen. Der damals mit großer Mehrheit gewählte bisherige Marner Pastor Nicolaus Struck blieb 54 Jahre lang Pastor in Westensee. In seinem Haus war mehrfach Matthias Claudius zu Gast, zuletzt 1813 auf der Flucht vor den Franzosen. Sein Grabstein liegt auf dem Friedhof neben der Südwand des Kirchenschiffs.
Drei Jahre nach Einführung der Kirchengemeinde- und Synodalordnung der Evangelisch-lutherischen Landeskirche der preußischen Provinz Schleswig-Holstein 1876 wurde dann 1879 ein Kirchenvorstand eingesetzt. Damit hatte erstmals auch ein Teil der Einwohner ein Mitspracherecht bei der Kirchenverwaltung.
Die Kirchengemeinde Westensee gehört zum Kirchenkreis Altholstein in der Evangelisch-Lutherischen Kirche in Norddeutschland. Zur Kirchengemeinde gehören neben dem Kirchdorf Westensee die Kommunalgemeinden Felde, Kleinvollstedt, Emkendorf, Rodenbek und Schierensee sowie die Dörfer Enkendorf und Pohlsee aus der Gemeinde Langwedel, die bis 1928 zum Gutsbezirk Deutsch-Nienhof gehört hatten. In Felde und Kleinvollstedt befinden sich zwei Kapellen aus den 1960er Jahren, die nach dem von dem Architekten Wilhelm Neveling eingereichten Siegerentwurf für das Kapellenbauprogramm errichtet wurden. Eine dritte, 1967 errichtete Kapelle in Bokelholm wurde 2005 abgerissen. Die Kirchengemeinde unterhält Friedhöfe in Westensee, Kleinvollstedt und Bokelholm.

## Sagen
Im 1653 angelegten Kirchenrechnungsbuch überlieferte Pastor Jacob Schröder die Sage, dass die Kirche ursprünglich auf der heidnischen Kultstätte auf dem Tüteberg habe gebaut werden sollen, der Teufel jedoch die Steine bei Nacht wieder ins Tal befördert habe. Eine weitere, ebenfalls von Schröder festgehaltene Sage bringt den Bau des großen Backsteinchores mit einem Schatzfund zwischen den zum Kirchspiel gehörenden Dörfern Emkendorf und Brux in Verbindung. Die eisenbeschlagene „Lade“ soll sich im 17. Jahrhundert noch in der Sakristei befunden haben.